# Nervøs tvangsspisning
Nervøs tvangsspisning (engelsk: Binge-Eating Disorder), også kaldet (nervøs) overspisning eller tvangsspisning er en spiseforstyrrelse, men omvendt af anoreksi, er de fleste med lidelsen overvægtige. 
Der er ikke videnskabelig enighed om sygdommen. 
Og de fysiske årsager er ukendte.  
Trøstespisning minder om nervøs tvangsspisning. Personer med lidelsen kan flere gange om ugen spise betydelige mængder af mad. De spiser når de er kede af det, når de keder sig, faktisk så tit de kan komme til det. Nervøs tvangsspisning er svært at opdage, da det kan ligne en helt normal overvægt, og man ved ikke præcist hvor mange der lider af denne form for spiseforstyrrelse.

## Links
- sundhed.dk